# Charles Rabaey
Charles Rabaey (nascido em 30 de outubro de 1934) é um ex-ciclista belga que competia em provas de pista. Representou seu país, Bélgica, na perseguição por equipes de 4 km nos Jogos Olímpicos de Verão de 1960.